# Route nationale 112
Die N112 ist eine französische Nationalstraße, die 1824 zwischen Toulouse und Agde festgelegt wurde. Sie geht auf die Route impériale 132 zurück. Ihre Länge betrug 200 Kilometer. 1973 wurde sie zwischen Toulouse und Castres abgestuft und sie übernahm 1978 die N118 zwischen Albi und Castres und die N108 zwischen Agde und Montpellier:
- N 118 Albi – Castres
- N 112 Castres – Adge
- N 108 Adge – Montpellier

Ab 1985 umlief sie Adge auf der Südumgehung, der ehemaligen N112A. 2006 wurde die N112 abgestuft. Heute gibt es die N112 auf der Schnellstraße zwischen Castres und Mazamet. Dabei handelt es sich um einen Teil der Umgehungsstraße von Castres (ab der N126 (Ex-N622)), sowie einem kurzen Teil der ehemaligen N621.

## Sonstiges
Zwischen Toulouse und Castres bildete von 1973 bis 2006 die neue aus Teilen der N621 und N622 zusammengesetzte N126 die Ersatzverbindung.

## Streckenverlauf
| Position | höchste zulässige Gesamtgeschwindigkeit | Fahrbahnen | Abschnitt | Längengrad | Breitengrad |
| -------- | --------------------------------------- | ---------- | --------- | ---------- | ----------- |
| 1        | 90                                      | 2          |           | 43.5325    | 2.2795      |
| 2        | 90                                      | 2          | Flughafen | 43.5565    | 2.2790      |
| 3        | 90                                      | 2          | Castres   | 43.5700    | 2.2600      |
| 4        | 90                                      | 2          | Castres   | 43.5780    | 2.2400      |
| 5        | 90                                      | 2          | Castres   | 43.5840    | 2.2275      |
| 6        | 90                                      | 2          |           | 43.5932    | 2.2212      |
| 7        | 90                                      | 2          | N 126     | 43.5968    | 2.2189      |
| 8        | 90                                      | 1          | D612_81   | 43.5968    | 2.2189      |

## N112a
Die N112A war von 1974 bis 1978 ein Seitenast der N112, der von dieser westlich von Adge abzweigte und südlich um die Stadt herum zur östlich weglaufenden N108 zu verlief. Zuvor trug sie die Nummer D63. Sie wurde 1978 in N312 umnummeriert. 1985 wurde sie Teil der N112 und 2006 abgestuft.